# William J.R. Curtis
William J.R. Curtis  (Birchington, 21 maart 1948) is een architectuurhistoricus, criticus en schrijver. Hij studeerde aan het Courtauld Institute of Art in Londen en aan de Harvard-universiteit. Ook heeft hij les gegeven in architectuurgeschiedenis en ontwerptheorie op universiteiten in Europa, in de Verenigde Staten, Azië, Australië en Mexico.
Curtis' belangrijkste boek is Modern Architecture since 1900, voor het eerst uitgegeven door Phaidon in 1982. Dit behandelt de architectuurgeschiedenis van de twintigste eeuw in vier gethematiseerde hoofdstukken. Het is een naslagwerk dat regelmatig wordt gebruikt op universiteiten en is sinds de 3e editie in 1996 nog tien keer herdrukt. Het werk kreeg in 1997 na de derde editie de prijs voor het beste architectuurboek van het American Institute of Architects. Andere boeken van William J.R. Curtis zijn Le Corbusier: Ideas and Forms (Phaidon, 1986) en Le Corbusier at Work (1978).